# Özgür Özkaya
Özgür Özkaya (* 8. Februar 1988 in Istanbul) ist ein türkischer Fußballspieler.

## Karriere
Özkaya kam im Istanbuler Stadtteil Bakırköy auf die Welt und begann mit dem Vereinsfußball in der Jugend von Beşiktaş Istanbul. Im Sommer 2003 ging er dann zur Jugendabteilung von İstanbul Gençlerbirliği, kehrte aber bereits nach einer Saison zur Jugend von Beşiktaş Istanbul zurück. Zur Rückrunde der Saison 2009/10 wurde er mit einem Profivertrag versehen und bis zum Saisonende an den damaligen Drittligisten Zeytinburnuspor ausgeliehen. Zum Saisonende kehrte er zu Beşiktaş zurück und wurde die komplette nächste Saison an den Viertligisten Fatih Karagümrük SK ausgeliehen. Ab dem Sommer 2009 spielte er als Leihspieler die nächsten zwei Spielzeiten beim Viertligisten Beylerbeyi SK.
Zur Saison 2011/12 wurde er dann an den Drittligisten Şanlıurfaspor verliehen. Mit dieser Mannschaft feierte er zum Saisonende die Meisterschaft der TFF 2. Lig und damit den direkten Aufstieg in die TFF 1. Lig. Zum Saisonende wurde sein Leihvertrag um ein weiteres Jahr verlängert.
Zum Sommer 2013 wechselte er ablösefrei zum Erstligisten Elazığspor. Bereits nach einer Saison verließ Özkaya seinen Arbeitgeber und heuerte anschließend bei Torku Konyaspor. Zur Saison 2015/16 sollte er zum Zweitligisten Samsunspor wechseln. Nachdem der Wechsel gescheitert war, blieb Özkaya auch in der neuen Saison bei Konyaspor.
Im Januar 2016 wechselte er zum Zweitligisten Boluspor und ein Jahr später zum Ligarivalen Büyükşehir Gaziantepspor.

## Erfolge
Mit Şanlıurfaspor
- Meister der TFF 2. Lig und Aufstieg in die TFF 1. Lig: 2011/12